# Margrit Lichtinghagen
Margrit Lichtinghagen (* 1954) ist eine deutsche Juristin im Dienst der nordrhein-westfälischen Justiz. Sie erfuhr durch die medienwirksame Verhaftung Klaus Zumwinkels, damals Vorstandsvorsitzender der Deutschen Post, große öffentliche Aufmerksamkeit.

## Ermittlungen in der Liechtensteiner Steueraffäre
Margrit Lichtinghagen ermittelte seit 1993 als Staatsanwältin in Wirtschafts-Strafsachen für die Staatsanwaltschaft beim Landgericht Bochum, der Staatsanwaltschaft Bochum, einer Schwerpunktstaatsanwaltschaft für Steuerstrafsachen. Bei der Verfolgung von Steuerhinterziehungen lag ihr Hauptaugenmerk nicht auf einer Haftstrafe, sondern auf einem Ausgleich des Steuerbetrugs. Nach ihren Worten nahm sie den Verantwortlichen das ab, „was sie am liebsten haben – ihre Kohle. Im Gefängnis [...] würden diese Straftäter den Staat nur noch mehr Geld kosten.“ Am 14. Februar 2008 geriet sie ins Licht der Öffentlichkeit, als sie mit dem Chef der Deutschen Post AG, Klaus Zumwinkel, einen der einflussreichsten deutschen Manager vor laufenden Kameras festnahm. Wer die Presse von der Festnahme vorab informiert hatte, ist ungeklärt. Zumwinkel wurde zum prominentesten Beklagten im Rahmen der Liechtensteiner Steueraffäre.
Ein behördeninterner Konflikt gipfelte am 9. Dezember 2008, fünf Wochen nach Anklageerhebung und sechs Wochen vor Prozessbeginn gegen Zumwinkel, im Entzug des Verfahrens und Plan zur Versetzung Lichtinghagens in die Jugendabteilung durch ihre Vorgesetzten. Die Entmachtung sorgte für öffentliche Empörung und beschäftigte in einer Fragestunde den Landtag Nordrhein-Westfalen. Daraufhin drohte das Justizministerium Nordrhein-Westfalen der Bochumer Behörde mit Lichtinghagens Versetzung – unter Mitnahme ihrer Verfahren – zur Staatsanwaltschaft Köln. Auf eigenen Wunsch wechselte sie schließlich zum 1. Januar 2009 zum Amtsgericht Essen und wurde dort als Richterin in allgemeinen Erwachsenen-Strafsachen tätig.
Die Vorgänge in der Bochumer Staatsanwaltschaft mündeten in einem internen Verfahren zur Aufklärung der gegenseitigen Vorwürfe. Dabei entzog das Justizministerium im Januar 2009 dem zuständigen Generalstaatsanwalt in Hamm das Verfahren, da er als ehemaliger Chef der Bochumer Behörde als befangen galt, sich aber dennoch nicht von selbst zurückzog, und übergab es der Generalstaatsanwaltschaft Düsseldorf. Die Vorwürfe gegen Margrit Lichtinghagen wurden im Ergebnis der Untersuchung weder strafrechtlich noch disziplinarrechtlich aufrechterhalten.

## Berufliche Folgen
Im Jahr 2010 legte Lichtinghagen ihr Amt als Staatsanwältin nieder. Es waren immer mehr Vorwürfe gegen ihre Amtsführung laut geworden, ein Teil der Medien geht davon aus, sie sei offenbar zum Rückzug gedrängt worden. Dennoch wurde von der Versetzung an ein Amtsgericht in Nordrhein-Westfalen offiziell behauptet, sie sei auf eigenen Wunsch Lichtinghagens erfolgt. Inhaltlich ist dies fraglich, da die Versetzung der prominenten Steuer-Staatsanwältin an ein unbedeutendes Amtsgericht als Degradierung betrachtet werden kann.
Justizministerin Roswitha Müller-Piepenkötter hatte sich vorher um eine Versetzung Lichtinghagens zur Steuerfahndung nach Köln bemüht. Dort wäre es möglich gewesen, weiterhin Fälle aus der Liechtensteiner Steueraffäre zu bearbeiten. Stattdessen legte Lichtinghagen in Reaktion auf interne Vorwürfe wie Vetternwirtschaft und Bußgeldzuweisungen durch die eigene Behörde ihr Amt nieder.

## Auszeichnung für Zivilcourage
Ein Jahr nach ihrem Rücktritt als Staatsanwältin wurde Margrit Lichtinghagen 2011 mit dem Preis für Zivilcourage der Solbach-Freise-Stiftung ausgezeichnet. In der Begründung wurde ihre unerschrockene Arbeit als Staatsanwältin für Steuerfahndung am Landgericht Bochum hervorgehoben. Durch die Auszeichnung sollte auch auf die beruflichen Folgen aufmerksam gemacht werden, die ihre Ermittlungen nach sich zogen.